# Список умерших в 1385 году

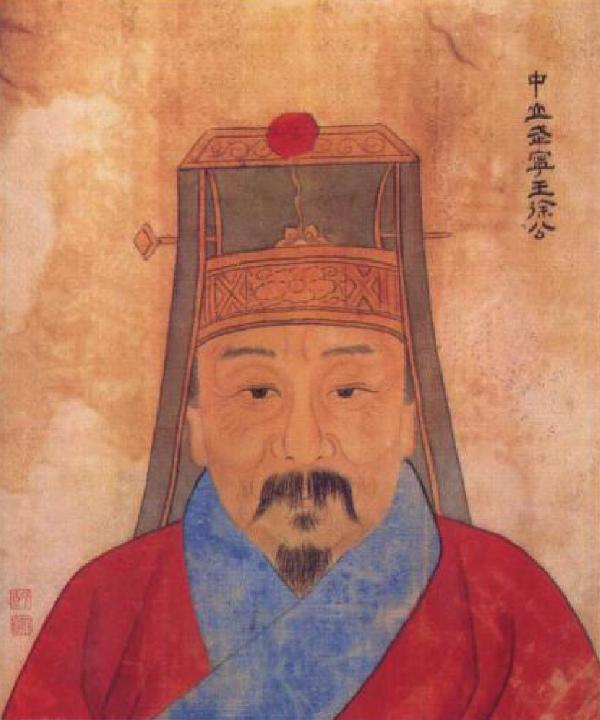
Сюй Да

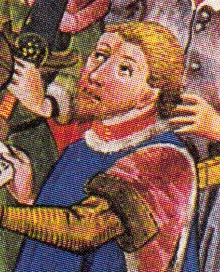
Альбрехт Саксен-Виттенбергский

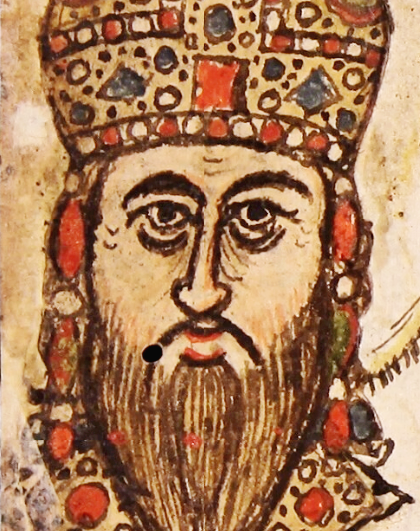
Андроник IV Палеолог

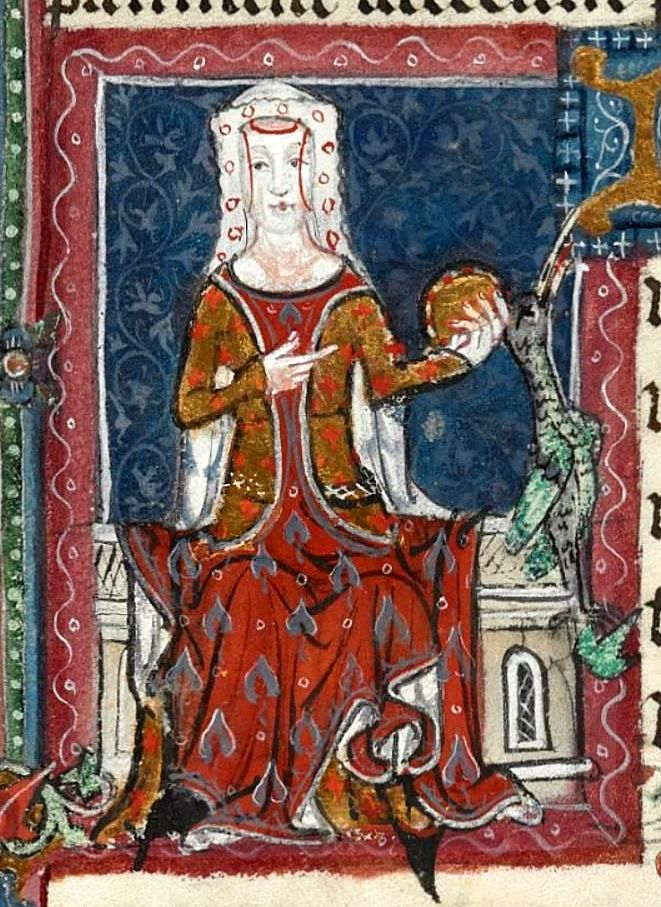
Джоанна Плантагенет, 4-я графиня Кент

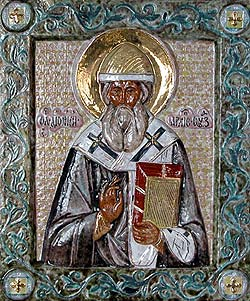
Дионисий

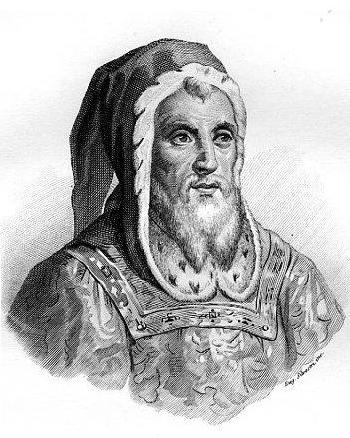
Бернабо Висконти

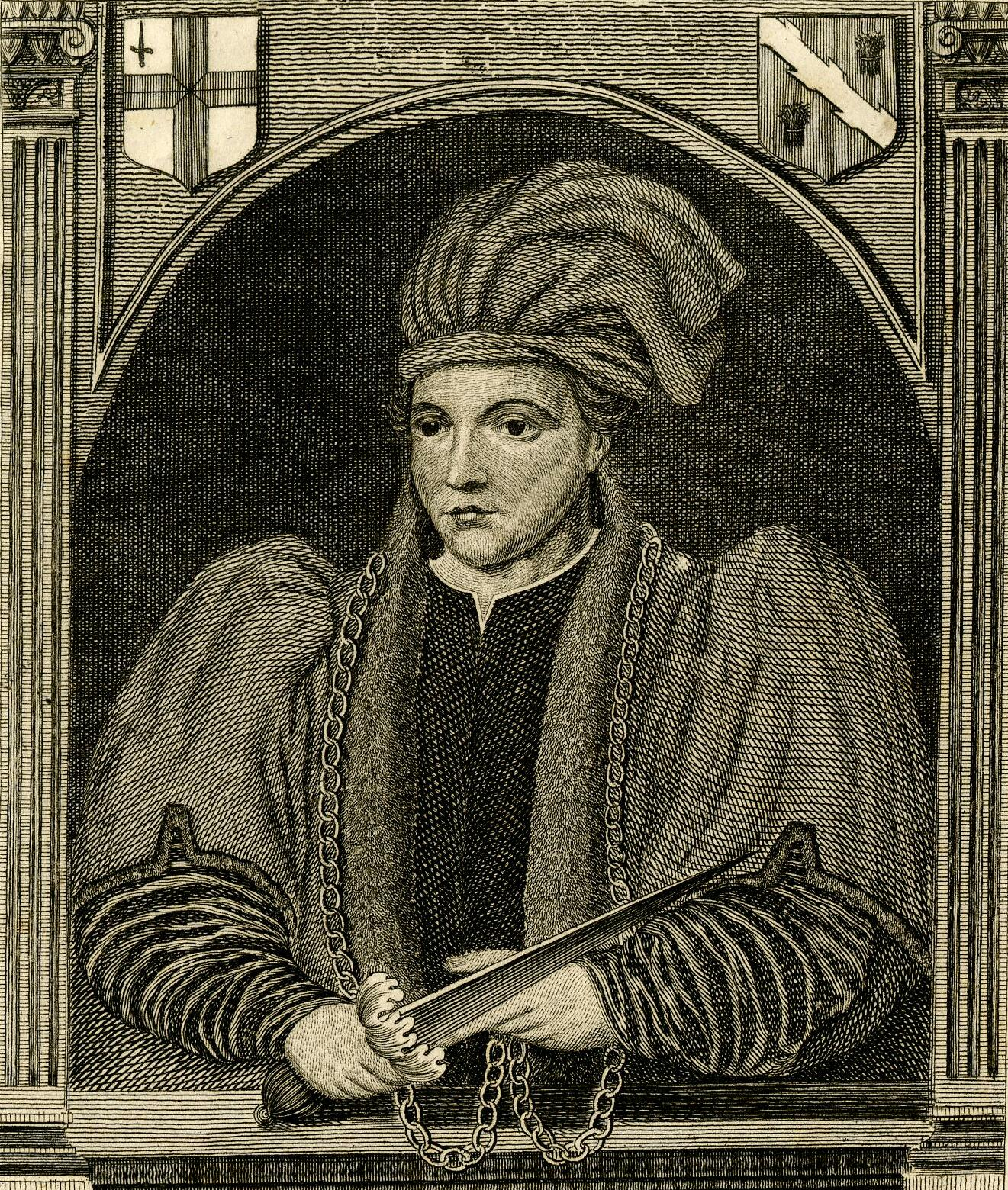
Уильям Уолуэрт

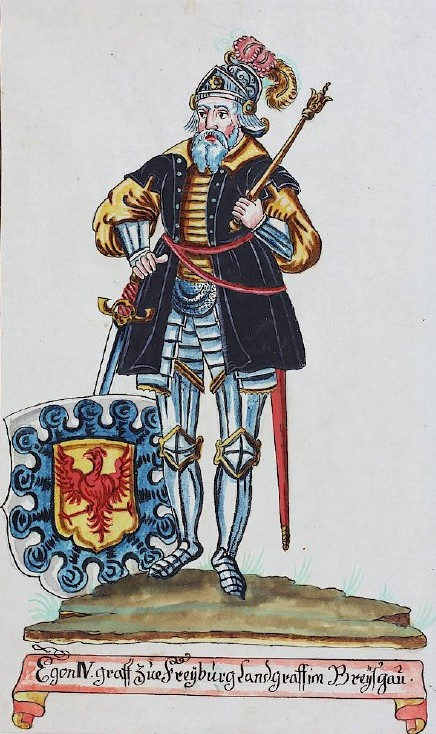
Эгино III

В этой статье представлен список известных людей, умерших в 1385 году.
См. также: Категория:Умершие в 1385 году

## Январь
- 21 января — Галеотто I Малатеста — итальянский кондотьер, правитель (в качестве папского викария) Римини, Фано, Чезены, Асколи-Пичено и Фоссомброне.

## Февраль
- Сюй Да — крупный китайский военный и государственный деятель начала империи Мин, первый правый канцлер Империи Мин (1368—1371), левый канцлер Империи Мин (1371).

## Март
- 21 марта — Герман I — граф фон Цилли (1359—1385)
- Вильгельм фон Фримерсхайм — ландмейстер Тевтонского ордена в Ливонии (1364—1385)

## Июнь
- 28 июня:
  - Альбрехт Саксен-Виттенбергский — герцог Брауншвейг-Люнебурга (1373—1385), погиб при штурме замка;
  - Андроник IV Палеолог (37) — византийский император (1376—1379); свергнут венецианскими войсками.

## Август
- 7 августа — Джоанна Плантагенет (56) — 4-я графиня Кент, 5-я баронесса Уэйк из Лидделла, 4-я баронесса Вудсток (1352—1385), принцесса—консорт Уэльская (с 1361), опекун короля Ричарда II.
- 14 августа:
  - Хуан Фернандес де Товар, кастильский флотоводец, адмирал Кастилии (1384—1385);
  - Жуан Афонсу Телеш де Менезеш — португальский аристократ, алькайд Лиссабона (1372), адмирал Португальского королевства (с 1375/1376), граф де Орен и 6-й граф де Барселуш (1382—1385); погиб в битве при Алжубарроте;
  - Диего Гомес Манрике де Лара и Лейва — кастильский дворянин, главный стольник короля Хуана I, сеньор де Амуско (1381—1385), главный аделантадо Кастилии; погиб в битве при Алжубарроте;
  - Педро Гонсалес де Мендоса — испанский дворянин, поэт и военный, сеньор де Мендоса (1359—1385), 1-й сеньор де Альмасан, сеньор де Мендивиль, сеньор Мартиода и сеньор де Ита и Буитраго, главный майордом короля Хуана I Кастильского (1379—1385); погиб в битве при Алжубарроте.

## Сентябрь
- 18 сентября — Балша II — правитель Валонского княжества (1372—1385), господарь Зеты (1379—1385), князь Албании (1382—1385)

## Октябрь
- 15 октября — Дионисий — митрополит Киевский и всея Руси (1383—1385), епископ Суздальский и Нижегородский (1374—1385), православный святой.

## Ноябрь
- 19 ноября — Мангольд фон Брандис — епископ Констанцский (1384—1385).

## Декабрь
- 18 декабря — Бернабо Висконти — правитель Милана (1354—1385); свергнут и отравлен.

## Дата неизвестна или требует уточнения
- Константин Арменопул — византийский юрист, автор «Шестикнижия» — книги законов в шести томах.
- Бальдассаре Бонаюти, итальянский хронист, политик и дипломат, один из летописцев Флорентийской республики, автор «Флорентийской хроники».
- Ван Мэн — китайский художник и поэт, самый младший из «Четырёх великих мастеров эпохи Юань».
- Николо Гуарко — дож Генуэзской республики (1378—1383).
- Карл д’Артуа — граф де Лонгвиль (1356—1364), граф де Пезенас (1364—1385).
- Джованна Новелла Маласпина, супруга имперского викария Священной Римской империи и народного капитана Мантуи Лудовико I.
- Матфей Гречин — епископ Русской православной церкви, епископ Ростовский, Ярославский и Белозерский (1381—1385).
- Мейнхард VI — граф Горицы и Кирхберга, пфальцграф Каринтии, фогт Аквилеи.
- Оттон Пилецкий — польский государственный деятель, староста русский (1352—1369), генеральный староста Великой Польши (1371—1372), воевода и староста сандомирский (ок. 1376—1385).
- Ромил Видинский — болгарский православный монах и святой.
- Ральф Стаффорд — английский рыцарь, старший сын и наследник Хьюго де Стаффорда, 2-го графа Стаффорда.
- Уильям Уолуэрт — дважды лорд-мэр Лондона (1374—1375, 1380—1381), убийца лидера крестьянского восстания Уота Тайлера.
- Эгино III — последний правящий граф Фрайбурга (1358—1368).